# Condado de Jay
O Condado de Jay é um dos 92 condados do estado americano de Indiana. A sede do condado é Portland, e sua maior cidade é Portland. O condado possui uma área de 994 km² (dos quais 0 km² estão cobertos por água), uma população de 21 806 habitantes, e uma densidade populacional de 22 hab/km² (segundo o censo nacional de 2000). O condado foi fundado em 1836.